# John Bonham

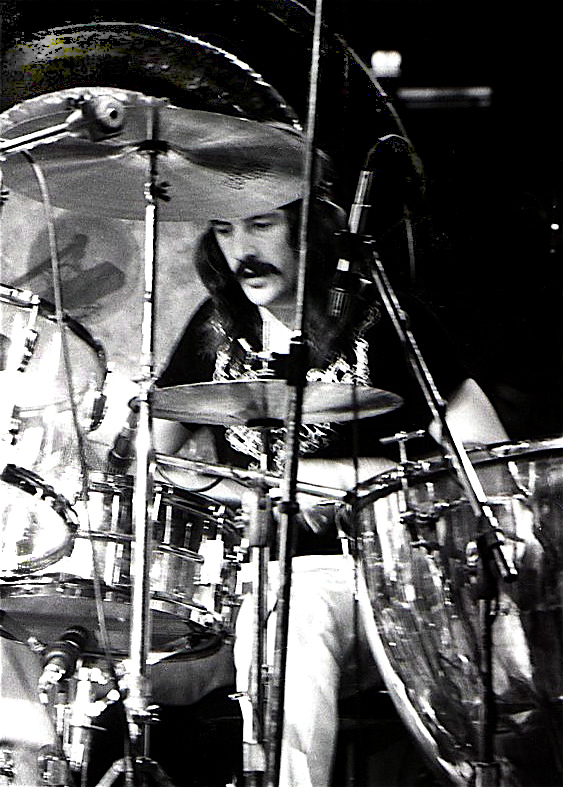
John Bonham mit Led Zeppelin (1975)

John Henry „Bonzo“ Bonham (* 31. Mai 1948 in Redditch, Worcestershire; † 25. September 1980 in Windsor, Berkshire) war ein britischer Musiker. Er war Schlagzeuger der britischen Rockband Led Zeppelin und gilt bis heute als einer der einflussreichsten Rock-Schlagzeuger. In einer Umfrage des Rolling Stone wurde Bonham 2011 von den Lesern zum „Besten Drummer aller Zeiten“ gewählt. Am 31. März 2016 veröffentlichte die Redaktion des Rolling Stone eine Liste der 100 größten Schlagzeuger aller Zeiten, auf der er den ersten Platz belegt.

## Kindheit und Jugend
Schon als Kind wollte Bonham Schlagzeuger werden. Sein erstes Schlagzeug, ein altes Premier-Kit, bekam er im Alter von 15 Jahren. Nach eigenen Angaben hatte er nie Schlagzeugunterricht erhalten. Als Einflüsse nannte Bonham in frühen Interviews Ginger Baker und Gene Krupa. Gene Krupa bewunderte er vor allem deshalb, weil dieser die Stellung des Schlagzeugers in der Band in ein völlig anderes Licht rückte und den Schlagzeuger nicht nur als Hintergrundmusiker wirken ließ.
Im Jahre 1964 stieg er mit 16 Jahren bei der ersten professionellen Band, Terry Webb & The Spiders, ein. Weitere Bands, bei denen er in der Folgezeit spielte, waren A Way of Life und The Crawling King Snakes, zu deren Mitgliedern auch der spätere Led-Zeppelin-Sänger Robert Plant zählte. Die Erfolge dieser Bands hielten sich in Grenzen. Um zusätzlich Geld zu verdienen, arbeitete er in der Baufirma seines Vaters. Im Alter von 17 Jahren heiratete er Pat Phillips, die er nach einem Auftritt kennengelernt hatte.

## Vor Led Zeppelin
Im Jahre 1967 gründete Robert Plant die Band of Joy, Bonham wurde Schlagzeuger. Die Band ging 1968 als Vorband des amerikanischen Sängers Tim Rose auf England-Tour. Nach der Tour fragte Tim Rose Bonham, ob dieser in seine Band einsteigen wolle. Bonham nahm das Angebot an, da er nun endlich ein festes Einkommen bekam. Die Band of Joy löste sich daraufhin auf.
Mitte 1968 erhielt Bonham auf Empfehlung von Robert Plant eine Anfrage von Jimmy Page, bei den aus der Band Yardbirds hervorgegangenen The New Yardbirds zu spielen; er sagte zu. Zu dieser Zeit lagen Bonham ebenfalls lukrative Angebote von Joe Cocker und Chris Farlowe vor. Er begründete seine Wahl damit, dass er die Musik der Yardbirds lieber möge als die von Cocker und Farlowe. Aus den New Yardbirds wurde kurz darauf Led Zeppelin.

## Led Zeppelin
Von 1968 bis zu seinem Tod im Jahr 1980 war Bonham Mitglied von Led Zeppelin.

## Tod

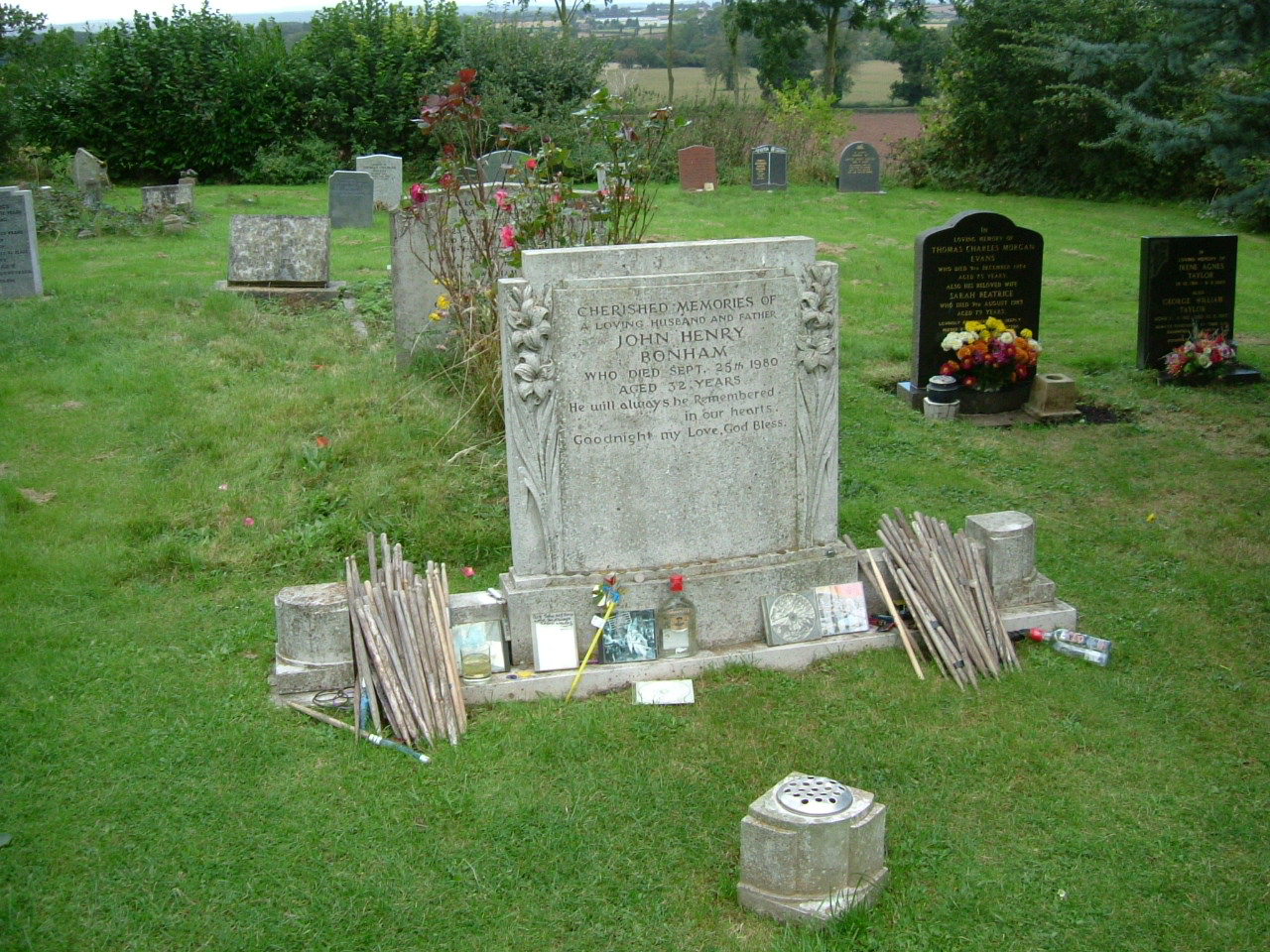
Grab von John Bonham

John Bonham starb in der Nacht vom 24. auf den 25. September 1980, stark alkoholisiert, durch Aspiration seines Mageninhalts im Haus von Jimmy Page, wo die Proben für die nächste Led-Zeppelin-Tour stattfinden sollten. Er wurde 32 Jahre alt. Led Zeppelin lösten sich nach seinem Tod trotz Drohungen der Plattenfirma auf. Die verbliebenen Bandmitglieder traten 1985 bei Live Aid mit Phil Collins, im Mai 1988 mit Bonhams Sohn Jason am Schlagzeug beim 40-jährigen Jubiläum ihrer vormaligen Plattenfirma Atlantic Records, 1995 bei ihrer Aufnahme in die Rock and Roll Hall of Fame und im Dezember 2007 nochmals gemeinsam auf.
John Bonham wurde am 10. Oktober 1980 auf dem Friedhof von Rushock in der Nähe seiner Familienfarm The Old Hyde beigesetzt. An seinem Grab werden von Fans häufig Drumsticks oder Flaschen mit Alkohol hinterlassen.

## Equipment und Stil
Bonham vergrößerte seine Bassdrum mit einem runden Blech, um mehr Wucht zu erzeugen. Er spielte Schlagzeuge der Firma Ludwig, und zwar in den ungewöhnlichen Größen 26″ (Bassdrum), 14″ (Tom) und 16″, 18″ (Floortom). Außerdem nutzte er eine Ludwig-Supraphonic-Metallsnare 14 × 6,5″. Besonders bekannt wurde das von ihm ab 1973 eingesetzte Ludwig-Vistalite (amber) aus durchsichtigem Plexiglas, von dem 2003 ein Nachbau nach den Originalvorgaben aufgelegt wurde. Die Becken seines Schlagzeugs wurden ihm von der Firma Paiste zur Verfügung gestellt. Darüber hinaus ergänzte er das Setup noch um Congas und später auch um Kesselpauken, die links von der Hi-Hat-Maschine angeordnet wurden. Berühmt wurden auch seine mitunter exzessiven, ausgedehnten Schlagzeugsoli zu dem Stück Moby Dick von Led Zeppelin, bei denen er zuweilen auch die Drumsticks weglegte, um die Felle mit den flachen Händen zu bespielen. Bekannt wurde er auch durch die Led-Zeppelin-Stücke Good Times Bad Times mit seinen Bassdrum-Triolen und Fool in the Rain mit seinem Shuffle-Groove.
Laut des Musikers Paul McCartney, der mit ihm befreundet war, wollte der breitschultrige Bonham, dass sein Schlagzeug klingt wie eine „verfluchte Kanone“.
Über einen kurzen Zeitraum spielte John Bonham ein Doublebass-Schlagzeug – allerdings konnte sich Jimmy Page damit nicht anfreunden.

## Einfluss
Bonham gilt als einer der einflussreichsten Rockschlagzeuger. Bereits zu Lebzeiten hatte er einen großen Einfluss auf die nachfolgende Generation von Schlagzeugern. So gaben unter anderem Phil Collins, Nicko McBrain und Cozy Powell an, beeindruckt von Bonham und seiner Spielweise gewesen zu sein. Der verstorbene Schlagzeuger Jeff Porcaro erwähnt auf seinem Lehrvideo Bonham als Haupteinfluss neben Bernard Purdie für seinen Shuffle-Groove in dem Stück Rosanna der Band Toto. Ebenfalls nennen die Schlagzeuger Mike Portnoy (Dream Theater), Scott Columbus (Manowar), Eric Singer (Kiss), Eric Carr (Kiss) und Tommy Aldridge Bonham als Vorbild und Einfluss.
Auch heute ist sein Einfluss groß. So erklärt sich unter anderem der Foo-Fighters-Sänger und Ex-Nirvana-Schlagzeuger Dave Grohl als großer Fan Bonhams.

## Diskografie

### Gastauftritte
- The Family Dogg – A way of life (1969)
- P.J. Proby – Three Week Hero (1969)
- Screaming Lord Sutch – Lord Sutch and Heavy Friends (1970)
- Lulu – Everybody's Got to Clap Single (1971)
- Roy Harper – Flashes from the archives of oblivion (live) (1974)
- Wings (Paul McCartney) – Back to the Egg (1979)
- Roy Wood – On the Road (1979)
- Various Artists – Concerts for the People of Kampuchea (1981 veröffentlicht)

### Led Zeppelin
- Led Zeppelin (1969)
- Led Zeppelin II (1969)
- Led Zeppelin III (1970)
- Led Zeppelin IV (Four Symbols) (1971)
- Houses of the Holy (1973)
- Physical Graffiti (1975)
- Presence (1976)
- The Song Remains the Same (live) (1976)
- In Through the Out Door (1979)
- Coda (1982)
- Led Zeppelin BBC Sessions (live) (1997)
- Early Days & Latter Days (Best of) (2002)
- How the West Was Won (live) (2003)
- Mothership (2007)